# Mecistoptera obscura
Mecistoptera obscura är en fjärilsart som beskrevs av George Francis Hampson 1906. Mecistoptera obscura ingår i släktet Mecistoptera och familjen nattflyn. Inga underarter finns listade i Catalogue of Life.